# Пратапгарх (округ, Раджастхан)
Пратапгарх (англ. Pratapgarh) — округ в индийском штате Раджастхан. Расположен на юге штата. Образован 26 января 2008 года из частей округов Читторгарх, Удайпур и Бансвара. Административный центр округа — город Пратапгарх.